# Krzysztof Strzałka
Krzysztof Strzałka (ur. 1967 w Dębicy) – polski historyk i politolog, dyplomata, ambasador RP na Słowacji (2018–2023), konsul generalny w Mediolanie (2008–2012).

## Życiorys
Ukończył historię oraz studia podyplomowe z zarządzania i biznesu na Uniwersytecie Jagiellońskim oraz stosunki międzynarodowe Uniwersytecie La Sapienza w Rzymie. Na UJ studiował także prawo. W 1999 uzyskał stopień doktora nauk humanistycznych w specjalności historii stosunków międzynarodowych na podstawie pracy Stosunki polsko-włoskie w latach 1939–1945 (promotor: Michał Pułaski).
Od 1999 związany z UJ, początkowo jako adiunkt w Katedrze Stosunków Międzynarodowych, zaś od 2005 adiunkt w Instytucie Europeistyki UJ. Stypendysta Fundacji na rzecz Nauki Polskiej, Fundacji Lanckorońskich z Brzezia, NATO oraz Rządu Włoskiego. Od 2015 w Instytucie Studiów Politycznych PAN.
Od 2000 związany równolegle ze służbą zagraniczną. W latach 2000–2005 pełnił funkcję I sekretarza w Ambasadzie RP w Rzymie. Od 2006 członek służby cywilnej. W latach 2006–2008 pracował w Departamencie Planowania i Strategii Polityki Zagranicznej oraz Departamencie Europy MSZ. Od 2008 do 2012 był Konsulem Generalnym RP w Mediolanie. Od 2013 pracował w Departamencie Współpracy z Polonią i Polakami za Granicą, a następnie w Departamencie Dyplomacji Publicznej i Kulturalnej, gdzie m.in. pełnił funkcję zastępcy dyrektora (2016–2018). 20 sierpnia 2018 został ambasadorem RP w Słowacji. Listy uwierzytelniające złożył na ręce prezydenta Słowacji Andreja Kiski 11 września 2018. Kadencję zakończył 7 sierpnia 2023.
Jest autorem kilkudziesięciu prac naukowych z dziedziny historii dyplomacji, współczesnych stosunków międzynarodowych, relacji polsko-włoskich (w tym monografii: Między przyjaźnią a wrogością: z dziejów stosunków polsko-włoskich (1939–1945), Kraków 2001), dyplomacji publicznej i polityki międzynarodowej Stolicy Apostolskiej.
Biegle włada językami: angielskim, włoskim; w podstawowym zaś stopniu francuskim, rosyjskim i słowackim.